# Jaquan Brisker
Jaquan Monte Brisker (Pittsburgh, 20 aprile 1999) è un giocatore di football americano statunitense che milita nel ruolo di safety per i Chicago Bears della National Football League (NFL).

## Carriera

### Chicago Bears
Al college Brisker giocò a football al Lackawanna College (2017-2018) e a Penn State (2019-2021). Fu scelto nel corso del secondo giro (48º assoluto) del Draft NFL 2022 dai Chicago Bears. Debuttò nella vittoria della settimana 1 per 19-10 contro i San Francisco 49ers, facendo registrare 4 tackle e recuperando un fumble. Il 24 ottobre mise a referto il suo primo intercetto su Mac Jones dei New England Patriots. La sua prima stagione si chiuse con 104 placcaggi, 4 sack, un intercetto e un fumble forzato in 15 presenze, tutte come titolare.